# Консорціум Virgo
Консорціум Virgo був заснований у 1994 році для космологічного суперкомп’ютерного моделювання у відповідь на Ініціативу Великої Британії з високопродуктивних обчислень . Virgo швидко переросла в міжнародну співпрацю між багатьма вченими у Великій Британії, Німеччині, Нідерландах, Канаді, Сполучених Штатах і Японії.

## Вузли
Найбільшими вузлами є Інститут обчислювальної космології у Великій Британії та Інститут астрофізики Макса Планка в Німеччині. Інші вузли існують у Великій Британії, Нідерландах, Канаді, США та Японії.

## Наукові цілі
Наукові цілі полягають у проведенні найсучаснішого космологічного моделювання з дослідженнями в областях:
- Великомасштабне поширення темної матерії
- Утворення гало темної матерії
- Утворення та еволюція галактик і скупчень
- Фізика міжгалактичного середовища
- Властивості внутрішньокластерного газу

## Проекти
- Симуляція тисячоліття
- Симуляції галактики
- Перші об'єкти
- Гало темної матерії
- Міжгалактичне середовище
- Напіваналітичне утворення галактик
- Том Хаббла
- Макетні каталоги
- Проект GIF [1]
- Еволюція та збірка GaLaxies та їхнього середовища (EAGLE) [2] [3]

### Симуляція тисячоліття
У цьому моделюванні N-тіл було використано понад 10 мільярдів частинок, щоб простежити еволюцію розподілу матерії в кубічній області Всесвіту понад 2 мільярди світлових років на бік. Перші результати, опубліковані в 2005 році в журналі Nature, показують, як порівняння таких змодельованих даних із великими спостереженнями може покращити розуміння фізичних процесів, що лежать в основі створення реальних галактик і чорних дір.

## Країни-члени та інститути
- Велика Британія: University of Cambridge, University of Durham, University of Edinburgh, University of Nottingham and the University of Sussex
- Німеччина: Max Planck Institute for Astrophysics
- Нідерланди: Leiden University
- Канада: McMaster University and Queen's University
- США: Carnegie Mellon University
- Японія